# Juan de Vera
Juan de Vera (ur. 25 listopada 1453 w Alzirze, zm. 4 maja 1507 w Rzymie) – hiszpański kardynał.

## Życiorys
Urodził się 25 listopada 1453 roku w Alzirze. Po studiach uzyskła doktorat utroque iure i został nauczycielem Cezara Borgii. 10 lipca 1500 roku został wybrany arcybiskupem Salerno. Pełnił funkcję legata w Aragonii, Kastylii, Portugalii, Francji i Anglii nakłaniając do krucjaty. 28 września 1500 roku został kreowany kardynałem prezbiterem i otrzymał kościół tytularny Santa Balbina. Był także legatem w Marchii Ankońskiej i kamerlingiem Kolegium Kardynałów (1504–1505). W 1505 roku został administratorem apostolskim Leónu. Ponieważ Ferdynand Aragoński nie zatwierdził tej nominacji, postanowił odebrać kardynałowi wszelki beneficja, jednak następnie stwierdził, że zwróci wszystko jeśli de Vera będzie reprezentował sprawy króla Hiszpanii w Stolicy Piotrowej. Zmarł 4 maja 1507 roku w Rzymie.